# Attagenus fairmairei
Attagenus fairmairei is een keversoort uit de familie spektorren (Dermestidae). De wetenschappelijke naam van de soort werd in 1958 gepubliceerd door Mroczkowski.